# До живот (сериал)
„До живот“ (на английски: Life) е американски сериал по идея на Ранд Равич, който е излъчен в два сезона по NBC. В него участва Деймиън Люис в ролята на Чарли Крус, детектив, който е пуснат от затвора след като е излежал дванадесет години за престъпление, което не е извършил. „До живот“ стартира на 26 септември 2007 г. по NBC, всяка сряда вечер от 22:00. На 4 май 2009 г. NBC обявява, че „До живот“ няма да се завърне за трети сезон.

## „До живот“ в България
В България сериалът започва излъчване на 19 октомври 2009 г. по Нова телевизия с разписание всеки делник от 20:00, дублиран на български. От 2 ноември сериалът е временно спрян и последният епизод от първи сезон остава неизлъчен. На 20 октомври 2010 г. започват повторенията на първи сезон с разписание от сряда до петък от 01:45 и завършват на 5 ноември, като на 6 ноември е излъчен премиерно и последният на сезона. Дублажът е на Арс Диджитал Студио, чието име не се съобщава.
На 28 декември 2010 г. втори сезон започва по Диема 2, всеки делничен ден от 18:00 по два епизода с повторение от 10:00. Последният епизод е излъчен на 11 януари 2011 г. На 29 март 2011 г. втори сезон започва повторно, всяки делник от 19:00. Дублажът е на Арс Диджитал Студио и в този сезон името му се съобщава.
На 21 март 2011 г. започва повторно излъчване по Fox Crime, всеки делник от 22:00.
На 4 септември 2013 г. започва повторно по TV7, всеки делник от 20:00, а дублажът е записан наново.
В дублажа на Арс Диджитал Студио ролите се озвучават от артистите Христина Ибришимова, Юлия Станчева в първи сезон, Силвия Русинова във втори, Здравко Методиев, Росен Плосков и Светозар Кокаланов. В дублажа на TV7 са Петя Абаджиева, Ася Братанова, Илиян Пенев, Николай Пърлев, Симеон Владов.